# Stow Bedon
Stow Bedon is een civil parish in het bestuurlijke gebied Breckland, in het Engelse graafschap Norfolk met 290 inwoners.